# Virgularia schultzei
Virgularia schultzei is een Pennatulaceasoort uit de familie van de Virgulariidae. De wetenschappelijke naam van de soort werd in 1910 voor het eerst geldig gepubliceerd door Willy Kükenthal.

## Beschrijving
Virgularia schultzei staat rechtop in het zand als een ganzenveer. De centrale as heeft platte, takachtige uitsteeksels waarop de poliepen zijn geclusterd. De kleur van V. schultzei is variabel, maar de meeste exemplaren zijn wit of crème. De steel is erg lang en de hele kolonie kan zich bij verstoring in het zand terugtrekken. Deze soort kan tot 50 cm hoog worden en is ongeveer 1 cm breed.

## Verspreiding
Virgularia schultzei is bekend van Lüderitz in Namibië en rond de Zuid-Afrikaanse kust tot centraal Mozambique, in 6 tot 220 meter onder water. Hij leeft in zand en voedt zich met microplankton.